# North by Northeast
Pour Le film d'Alfred Hitchcock, voir La Mort aux trousses.
North by Northeast, ou NXNE, est un festival de musique indépendante et de cinéma. On peut également y entendre des conférenciers.
Le festival se tient annuellement au début juin à Toronto en Ontario (Canada) durant trois jours. La première édition a eu lieu en 1995.
On désigne souvent North by Northeast par le sigle NXNE. Le nom du festival est inspiré par South by Southwest qui se tient annuellement à Austin (États-Unis).